# Offensive 77
Der Begriff Offensive 77 wurde sowohl von der Roten Armee Fraktion (RAF) wie auch von Medien und Ermittlungsbehörden im Zusammenhang mit den Terroranschlägen der Gruppe ab 1977 verwendet. Ziel der Anschlagsserie war die Freipressung der inhaftierten Terroristen aus den Gefängnissen. Sie begann mit der Ermordung von Generalbundesanwalt Siegfried Buback am 7. April 1977, führte im Verlauf der Schleyer-Entführung zur Deutscher Herbst genannten Staatskrise in der Bundesrepublik Deutschland und endete am 18. Oktober 1977 mit dem Suizid der RAF-Führung in der Todesnacht von Stammheim und der Ermordung Schleyers. Teile der wesentlich von Siegfried Haag gestalteten RAF-Planung (siehe: Haag/Mayer-Papiere) waren dem Bundeskriminalamt bereits bekannt, konnten aber erst nachträglich zugeordnet werden.
RAF-Mitglied Peter-Jürgen Boock sagte dazu:
Die für 1977 vorgesehenen Aktionen hatten ihren Schwerpunkt in der Befreiung der Gefangenen. Die Gruppe war der Auffassung, daß die Entführung einer einzelnen Person nicht ausreichen würde, um das angestrebte Ziel durchsetzen zu können. Es sollte deshalb eine zweite Person in einem zeitlich kurzen Abstand entführt werden, insbesondere um auch Gegenmaßnahmen durch die Fahndung zu vermeiden. Die beiden Aktionen sollten Schlag auf Schlag erfolgen und sich gegenseitig ergänzen. (Protokoll der Vernehmung von Peter-Jürgen Boock am 1. April 1992)
Der Journalist Butz Peters formulierte später:
Die „Offensive 77“ ist nach Vorstellung der RAF mehr als die bloße Abfolge einzelner Taten. Sie sieht in den aufeinanderfolgenden Angriffen eine „Aktionseinheit“: Durch sie soll der Staat immer weiter weich geklopft werden.

## Zeittafel Offensive 77
| 7. April 1977     |  | Mord an Siegfried Buback in Karlsruhe                                                       |
| 28. April 1977    |  | Andreas Baader, Gudrun Ensslin und Jan-Carl Raspe werden zu lebenslanger Haft verurteilt    |
| 1. Juli 1977      |  | Überfall auf ein Waffengeschäft in Frankfurt am Main                                        |
| 30. Juli 1977     |  | Jürgen Ponto wird in Oberursel ermordet                                                     |
| 25. August 1977   |  | misslungener Raketenwerfer-Anschlag auf das Gebäude der Bundesanwaltschaft in Karlsruhe     |
| 5. September 1977 |  | Schleyer-Entführung in Köln (Auftakt zum Deutschen Herbst)                                  |
| 13. Oktober 1977  |  | Landshut-Entführung                                                                         |
| 18. Oktober 1977  |  | 0:05 bis 0:08 Uhr MEZ erfolgreiche Befreiung der Geiseln im Flugzeug Landshut in Mogadischu |
| 18. Oktober 1977  |  | ab etwa 0:40 Uhr Todesnacht von Stammheim                                                   |
| 18. Oktober 1977  |  | etwa 13:00 Uhr Ermordung von Schleyer in Hem bei Lille                                      |
| 19. Oktober 1977  |  | Hanns Martin Schleyer tot aufgefunden in Mulhouse                                           |